# Воля-Пенкошевська
Воля-Пенкошевська (пол. Wola Pękoszewska) — село в Польщі, у гміні Ковеси Скерневицького повіту Лодзинського воєводства.
Населення — 418 осіб (2011).
У 1975-1998 роках село належало до Скерневицького воєводства.

## Демографія
Демографічна структура станом на 31 березня 2011 року:
|          | Загалом | Допрацездатний вік | Працездатний вік | Постпрацездатний вік |
| -------- | ------- | ------------------ | ---------------- | -------------------- |
| Чоловіки | 210     | 32                 | 156              | 22                   |
| Жінки    | 208     | 37                 | 121              | 50                   |
| Разом    | 418     | 69                 | 277              | 72                   |

## Відомі люди
У селі народилася Габріела Гурська (1939—2013), польська письменниця-фантастка та діяч «Солідарності».